# 山峰龙属
山峰龙（属名：Orosaurus，意为“山峰蜥蜴”）是原始蜥脚形亚目可疑的一个属，生存于晚三叠世的南非。

## 分类
正模标本于1863年发现。本属由托马斯·赫胥黎于1867年根据正模标本NHMUK R1626——一个左胫骨近端（当时错误鉴定为股骨远端）——所描述。然而作者并未给出种名。理查德·莱德克在其1889年的英国自然历史博物馆爬行类化石目录中误以为Orosaurus一名已被蜥蜴Oreosaurus占用，并将标本NHMUK R1626重新命名为Orinosaurus capensis。莱德克认为山峰龙及优肢龙均属鸟臀目恐龙。
冯·休尼（1940年）认为山峰龙是优肢龙的一个种即南非优肢龙。范希尔登（1979年）则认为山峰龙是优肢龙的异名。然而，高夫雷（1996年）却将山峰龙及兽腿龙和祖父板龙均归入其命名的“Kholumolumosaurus”（今巨怖龙，当时仍为论文名）。此外，《恐龙》第二版中将山峰龙列为疑名。